# Michal Várady
Michal Várady (* 12. října 1940 Réca – 29. května 2015 Veľké Úľany) byl československý politik Komunistické strany Slovenska ze Slovenska maďarské národnosti a poslanec Sněmovny národů Federálního shromáždění za normalizace.

## Biografie
K roku 1986 se profesně uvádí jako opravář zemědělských strojů.
Ve volbách roku 1986 zasedl za KSS do slovenské části Sněmovny národů za volební obvod č. 85 - Galanta v Západoslovenském kraji. Ve Federálním shromáždění setrval do konce funkčního období, tedy do voleb roku 1990. Netýkal se ho proces kooptací do Federálního shromáždění po sametové revoluci.